# Heteronemia bradypus
Heteronemia bradypus är en insektsart som först beskrevs av Werner 1929.  Heteronemia bradypus ingår i släktet Heteronemia och familjen Heteronemiidae. Inga underarter finns listade i Catalogue of Life.